# SEAT
SEAT S.A. (inicials de Sociedad Española de Automóviles de Turismo) és un fabricant d'automòbils amb seu a Catalunya, fundat el 9 de maig de 1950 per l'Instituto Nacional de Industria (INI), l'extint holding industrial estatal. Actualment és una companyia subsidiària del grup alemany Volkswagen, al costat d'Audi, Bentley, Bugatti, Lamborghini i Škoda. SEAT es posiciona al mercat i en el Grup Volkswagen com un fabricant amb perfil juvenil i esportiu. A la vegada, dins el grup, la marca SEAT s'ha desenvolupat com un conjunt de companyies subsidiàries (Grup SEAT) de tal manera que SEAT S.A. n'és la companyia matriu.
Les oficines centrals de SEAT S.A. són al complex industrial de SEAT a Martorell, el Baix Llobregat. L'any 2000, la producció anual de vehicles va arribar a les 500.000 unitats. Actualment, tres quartes parts de la producció anual s'exporten a més de setanta països de tot el món.

## Història
Amb l'objectiu de motoritzar l'Espanya de la postguerra, el 7 de juny de 1949 l'INI va rebre l'encàrrec de fundar la companyia mitjançant la fabricació dels automòbils italians FIAT sota llicència. Per a la seva constitució es va crear una societat amb un capital de 600 milions de pessetes, de la qual l'INI comptava amb un 51% de les accions, la banca espanyola un 42% i FIAT, el principal fabricant d'automòbils d'Itàlia (que actuava com soci tecnològic) el 7% restant.
Durant més de 30 anys, comprà les llicències de FIAT per a poder fabricar i comercialitzar els vehicles d'aquesta marca sota el nom de SEAT. La fàbrica s'ubicà a la Zona Franca de Barcelona, on romangué fins a començaments de la dècada de 1990. El 1993 s'inauguraren les noves instal·lacions de Martorell.
Des de 1950 fins a 1980, la societat va ser altament intervinguda per l'INI. A partir de 1980, FIAT decidí no renovar les llicències amb SEAT i es van vendre totes les accions d'aquesta marca a l'INI. D'aquesta manera, l'empresa quedà plenament en mans de l'estat i en una situació de certa orfandat tecnològica que va superar fent aliances amb diferents socis.
El 1986, Grup Volkswagen adquireix el cinquanta-u per cent de les accions en borsa i es pacta que disposarà de les instal·lacions de SEAT a Barcelona per a muntar-hi els models Volkswagen Passat, Santana i Polo clàssics (s'abarateix mà d'obra respecte a Alemanya), a canvi que els futurs models de SEAT comptaran amb la tecnologia Volkswagen. El 1990, trobem el Toledo com a primer Seat desenvolupat per Volkswagen. Aquest any també Volkswagen compra les accions restants que tenia l'estat sobre SEAT i la companyia es privatitza totalment.
L'any 1999 la Generalitat de Catalunya li concedí el Premi Nacional a la Projecció Social de la Llengua Catalana.

### La SEAT de 1907
L'any 1907, al Saló de l'Automòbil de Madrid i sota la marca Catalonia, la Societat Espanyola d'Automòbils i Transports -amb seu a Barcelona- va presentar uns automòbils de la marca francesa Rebour.

## Empresa

### Centres
L'empresa disposa de dos centres de producció a Barcelona i Martorell, la Planta Seat Martorell, i un centre de producció de components al Prat de Llobregat. També disposa de la Casa Seat, situada al xamfrà entre el Passeig de Gràcia i la Diagonal de Barcelona.

### Departament d'R+D
La companyia realitza un continuat esforç inversor en el llançament de nous models i en la modernització de les seves instal·lacions. Dins d'aquesta estratègia, una de les prioritats és la inversió en recerca i desenvolupament (R+D) amb la finalitat d'oferir productes innovadors de màxima qualitat i a un preu prou competitiu. En aquesta activitat treballen diàriament 1.300 persones en el Centre Tècnic de SEAT a Martorell.
SEAT té una posició singular entre tots els fabricants d'automòbils establerts a la península Ibèrica, ja que és l'única marca capaç de dissenyar, desenvolupar i produir els seus propis vehicles.

### Exportacions
A excepció del monovolum Seat Alhambra, fabricat en la planta que el Grup Volkswagen té a Palmela (Portugal), la resta dels seus vehicles es produeixen a la factoria de Martorell (inclòs l'Ibiza, que ha retornat la producció a Catalunya a causa de les fortes pressions dels sindicats obrers). Aquesta planta, que fou inaugurada en 1993, és considerada com una de les més avançades d'Europa gràcies als seus sistemes logístics i a la flexibilitat del procés de producció.
L'empresa exporta les dues terceres parts de la seva producció. Encara que els seus principals mercats són els europeus, està present en 67 països dels cinc continents, a través d'una extensa xarxa comercial composta per més de 3.000 punts de venda i assistència.

### Política mediambiental
L'empresa es compromet a la millora contínua i afavoreix la compatibilitat ecològica dels seus productes i dels centres de fabricació, centres de venda i centres de reciclatge, així com en la racionalització de l'explotació dels recursos naturals sota la consideració dels aspectes mediambientals. SEAT té implantat i certificat un Sistema de Gestió Mediambiental (SGMA), segons la norma ISO 14001, la qual estableix la sistematització general per a la gestió responsable del medi ambient. Aquest sistema inclou l'estructura organitzativa, la planificació de les activitats i les pràctiques necessàries per a desenvolupar, implantar, portar a terme, revisar i mantenir al dia la Política Mediambiental.

### Controvèrsies
L'abril de 2008, el president del consell d'administració Francisco García Sanz va comentar amb alguns periodistes «Se'ns acaben els pobles i les ciutats». Quan un corresponsal català li indicà que no hi havia cap cotxe amb nom de ciutat catalana, aquell va respondre que «Nosaltres som espanyols», i quan se li recordà que la fàbrica és a Martorell digué que «No es pot portar la fàbrica a Madrid».
El 2016 el govern espanyol va obrir un expedient sancionador contra Seat per una possible implicació en l'escàndol de les emissions.
Seat també ha rebut crítiques per la manca d'ús del català en els seus productes i en els incompliments legals que comporten; especialment en els manuals d'instruccions, en el web i en els sistemes d'ordinador i GPS dels automòbils.

El 2016 el president Luca de Meo va confirmar que s'havien plantejat d'afegir el català als sistemes multimèdia i de navegació però el 2018 encara no havien fet els canvis.

## Models històrics /antics

### Models A/B[16]
| 600      | 600      | Micro-Urbà | - 2-portes - 2 sèries 1957 - 1973 - derivat SEAT 800 (4-door) 1964-1967       |
| 133      | 133      | Micro-Urbà | - 2-portes - 1 sèrie 1974 – 1981                                              |
| Panda    | Panda    | Micro-Urbà | - 3-portes - 1 sèrie 1980 - 1986 - derivat SEAT Trans (Furgoneta)             |
| Marbella | Marbella | Micro-Urbà | - 3-portes - 1 sèrie 1986 - 1998 - derivat SEAT Terra (Furgoneta) 1986 - 1995 |
| Arosa    | Arosa    | Micro-Urbà | - 3-portes - 2 sèrie 1997 - 2004                                              |

| 850     | 850     | Urbano | - Sedan 3/4-portes - coupe 3-portes - cabriolet 2-portes - 1 sèrie 1966-1974 |
| 127     | 127     | Urbano | - 2/3/4/5-portes - 2 sèries 1972-1982 |
| Fura    | Fura    | Urbano | - 3/5-portes - 2 sèries 1981-1986 |
| Córdoba | Córdoba | Sedan  | - 4-portes/ SX 2-portes / vario 5-portes - sèrie Mk1 1993-2002 - sèrie Mk2 2002-2009 - Sorgeix a partir de l'Ibiza Mk2 un altre derivat seria el SEAT Inca (Furgoneta) 1995-2003 |

### Models C/D
| 124        | 124        | Sedan     | - 4-portes - 5-portes (Familiar) - 3-portes (SEAT 124 Sport) - 2 sèries 1968 - 1980                                                       |
| 1430       | 1430       | Sedan     | - 4-portes - 1 sèrie 1969-1975 |
| 1200 Sport | 1200 Sport | coupe     | - 2-portes, també en versió 1430 *Sport model conegut com Bocanegra - 1 sèrie 1975 - 1980                                                 |
| 128        | 128        | coupe     | - 3-portes - 1 sèrie 1976 - 1980 |
| Ritmo      | Ritmo      | compacto  | - 5-portes - 1 sèrie 1979-1982 |
| Ronda      | Ronda      | compacto  | - 5-portes - 1 sèrie 1982-1986 |
| Málaga     | Málaga     | Sedan     | - 4-portes - 1 sèrie 1985–1991 |
| Altea      | Altea      | Monovolum | - 5-portes (Compacto, XL, Freetrack) - 1 sèrie 2004–2015                                                                                  |
| Toledo     | Toledo     | Berlina   | - 5-portes (1l, 5p, NH) 4-portes (1M) - 1 sèrie 1991–1998 (1l) - 2 sèrie 1998–2004 (1M) - 3 sèrie 2004–2009 (5P) - 4 sèrie 2012–2019 (NH) |

| 1400 | 1400 | Berlina | - 4-portes - 5-portes familiar - 3 sèries (1953-1964)   |
| 1500 | 1500 | Berlina | - 4-portes - 5-portes familiar - 1 sèrie (1963 – 1972)  |
| 131  | 131  | Berlina | - 4-portes - 5-portes familiar - 2 sèries (1975-1982)   |
| Exeo | Exeo | Berlina | - 4-portes - 5-portes familiar ST - 1 sèrie (2009-2013) |

### Models E
| 132 | 132 | Gran Berlina | - 4-portes - 1973 - 1980 |

## Models Concept

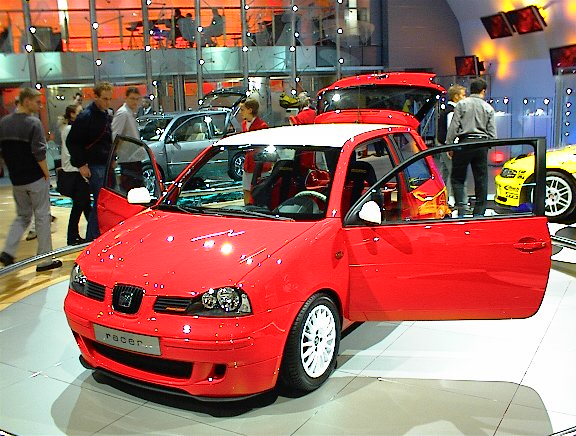
SEAT Arosa,
SEAT mini Racing concept car.

SEAT Formula concept,
SEAT Racing concept car.

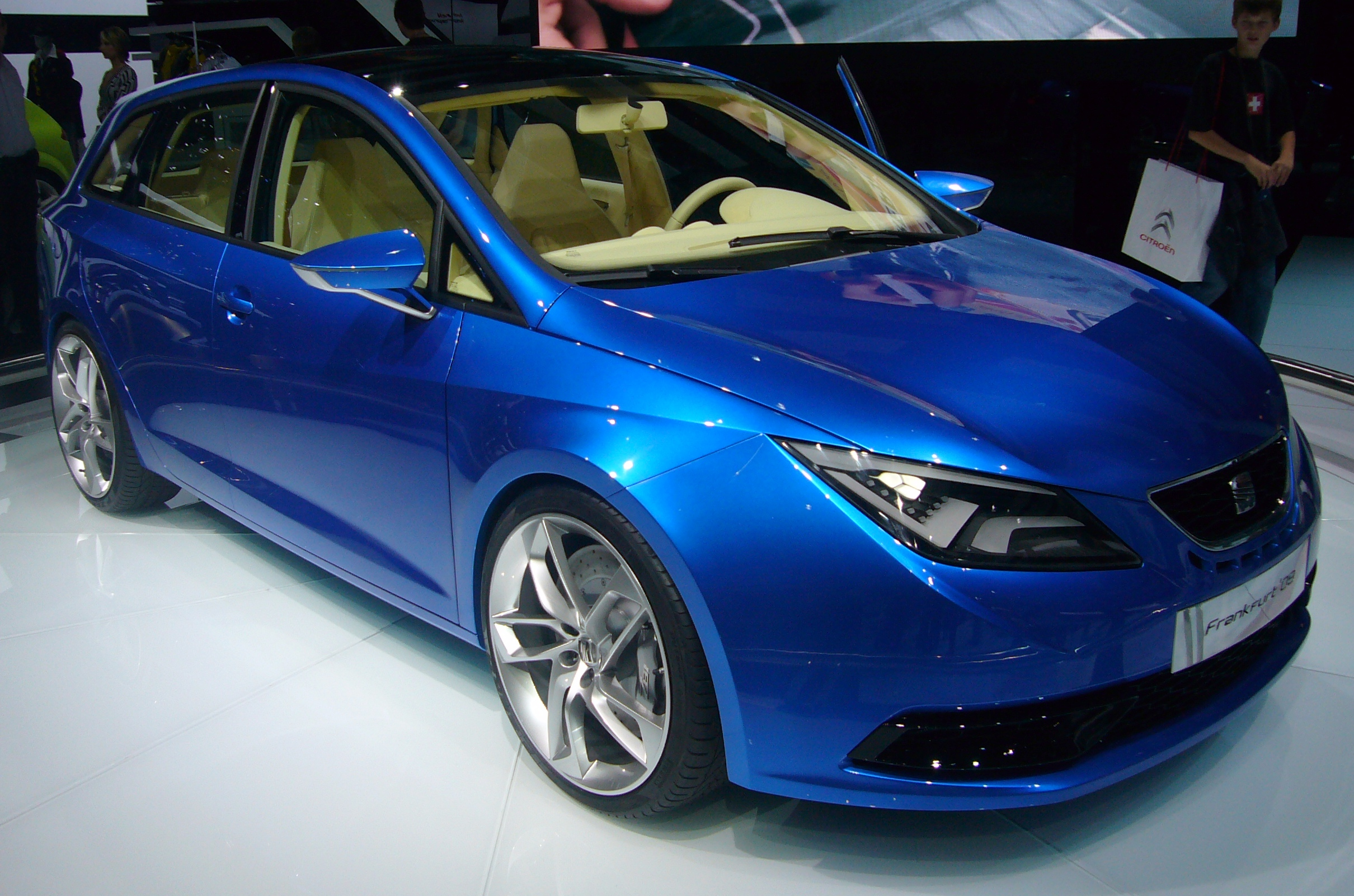
SEAT IBZ,
SEAT Familiar concept car.

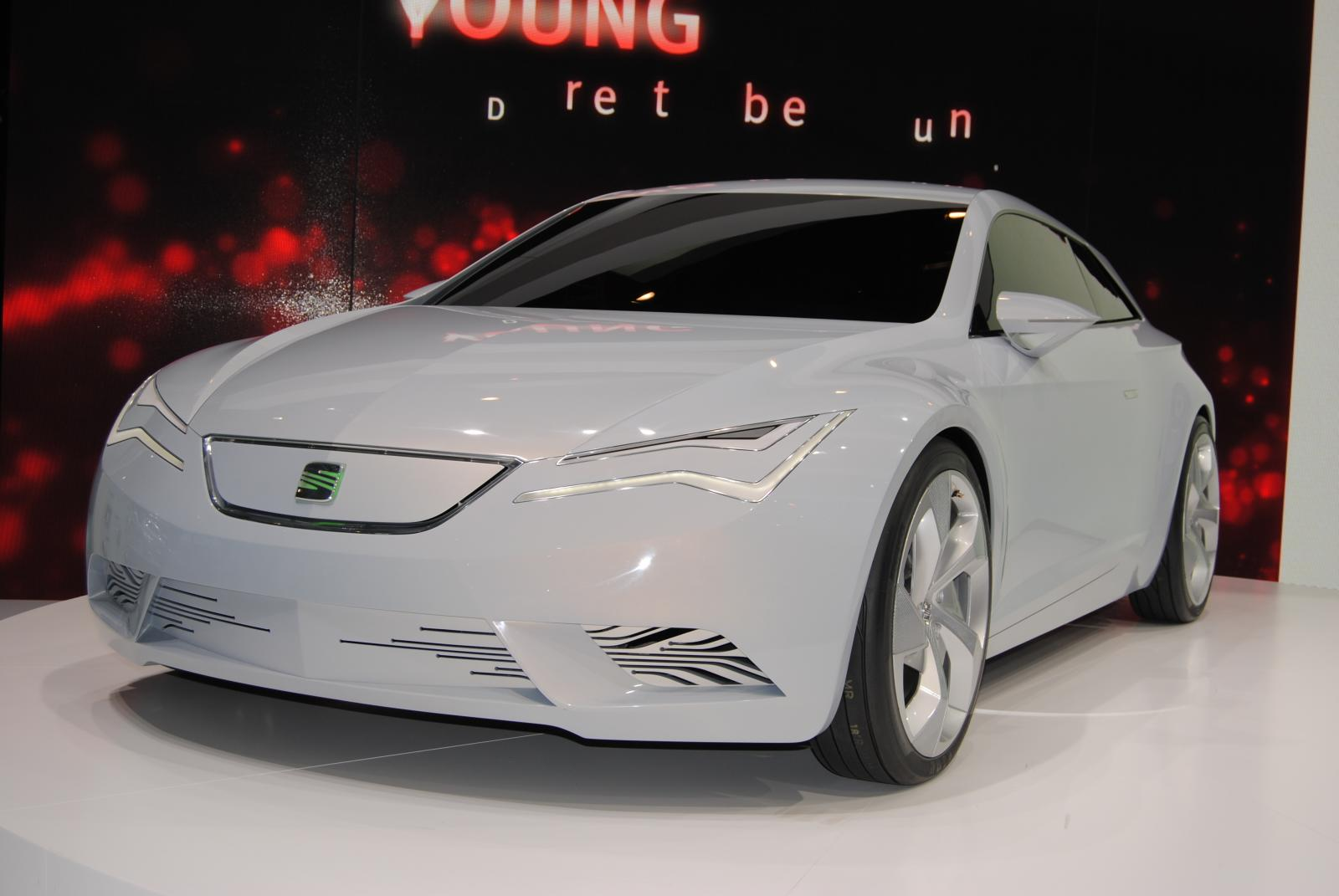
SEAT IBEI 2010 Geneva International Motor Show

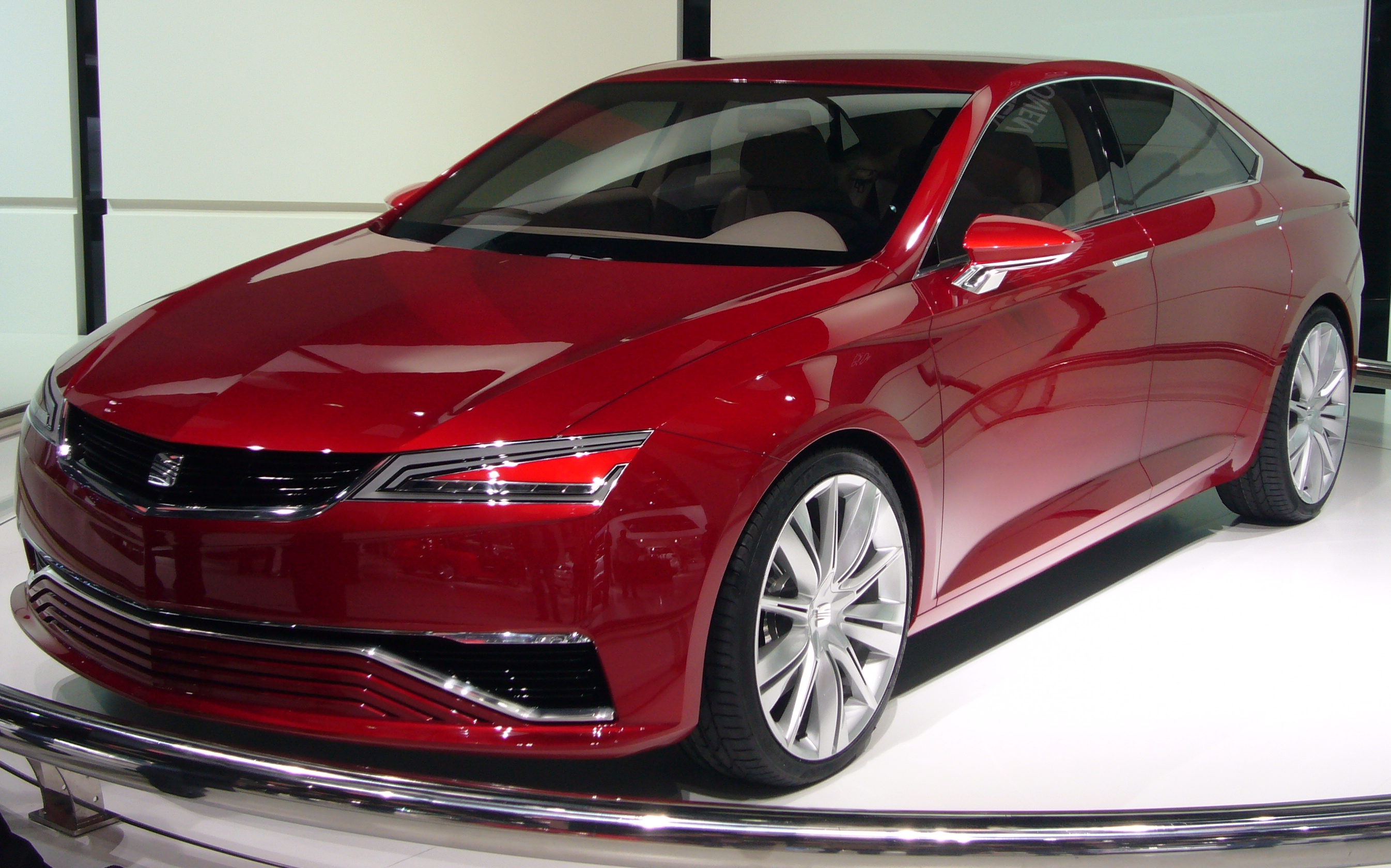
SEAT IBL 2011 Frankfurt International Motor Show

| Any  | Model concept SEAT                                       | Presentació saló de l'automòbil | Nota                                                    |
| ---- | -------------------------------------------------------- | ------------------------------- | ------------------------------------------------------- |
| 1955 | SEAT 600 Prototype                                       | Saló de Gènova                  |                                                         |
| 1957 | SEAT 750 Sport                                           | Saló de Barcelona               |                                                         |
| 1959 | SEAT 1400 Descapotable                                   | Saló de Barcelona               |                                                         |
| 1959 | SEAT 600 Multiple                                        | Saló de Barcelona               |                                                         |
| 1987 | SEAT Ibiza Mk1 cabrio                                    | Saló de Barcelona               |                                                         |
| 1988 | SEAT Proto TLD                                           | Torí                            |                                                         |
| 1989 | SEAT Proto T                                             | Saló de Frankfurt               |                                                         |
| 1990 | SEAT Proto C                                             | Saló de París                   |                                                         |
| 1990 | SEAT Proto TL                                            | Saló de Gènova                  |                                                         |
| 1991 | SEAT Marbella Playa concept                              | Saló de Frankfurt               |                                                         |
| 1992 | SEAT Toledo Mk1 exclusive                                | Saló de Gènova                  |                                                         |
| 1992 | SEAT Toledo Mk1 electric                                 |                                 | Usat en les Olimpíades i Paraolimpíades de Barcelona 92 |
| 1992 | SEAT Concepto T Coupé                                    | Saló de Paris                   |                                                         |
| 1993 | SEAT Concepto T Cabrio                                   | Saló de Barcelona               |                                                         |
| 1993 | SEAT Ibiza Mk2 electric                                  |                                 |                                                         |
| 1994 | SEAT Rosé                                                |                                 | Actualment a la Nau A-122                               |
| 1995 | SEAT Inca electric                                       | Saló de Hannover                |                                                         |
| 1995 | SEAT Alhambra prototype                                  | Saló de Gènova                  |                                                         |
| 1996 | SEAT Córdoba Mk1 cabrio                                  |                                 |                                                         |
| 1998 | SEAT Bolero 330 BT                                       | Saló de Gènova                  |                                                         |
| 1998 | SEAT Inca electric 2                                     | Saló de Hanover                 |                                                         |
| 1999 | SEAT Toledo Cupra concept                                | Saló de Gènova                  |                                                         |
| 1999 | SEAT Fórmula                                             | Salon de Gènova                 |                                                         |
| 2000 | SEAT Salsa                                               | Saló de Gènova                  |                                                         |
| 2000 | SEAT Salsa Emoción                                       | Saló de Paris                   |                                                         |
| 2001 | SEAT León Cupra R concept                                | Saló de Barcelona               |                                                         |
| 2001 | SEAT Tango roadster/Tango spyder/Tango coupé/Tango Racer | Saló de Frankfurt               |                                                         |
| 2001 | SEAT Arosa City cruiser                                  | Saló de Frankfurt               |                                                         |
| 2001 | SEAT Arosa Racer                                         | Saló de Frankfurt               |                                                         |
| 2003 | SEAT Altea Prototipe                                     | Saló de Frankfurt               |                                                         |
| 2003 | SEAT Cupra GT Sport Concept                              | Saló de Barcelona               |                                                         |
| 2004 | SEAT Toledo Prototipe                                    | Saló de Madrid                  |                                                         |
| 2005 | SEAT León Prototipe                                      | Saló de Gènova                  |                                                         |
| 2005 | SEAT Altea FR Prototipo                                  | Saló de Frankfurt               |                                                         |
| 2005 | SEATAltea 2 litre 170 hp TDI prototype                   |                                 |                                                         |
| 2006 | SEAT Ibiza Vaillante concept                             | Saló de Gènova                  |                                                         |
| 2007 | SEAT León Pies Descalzos                                 | Saló de Berlin                  |                                                         |
| 2007 | SEAT Altea Freetrack Prototipo                           | Saló de Gènova                  |                                                         |
| 2007 | SEAT Tribu concept                                       | Saló de Frankfurt               |                                                         |
| 2008 | SEAT Bocanegra concept                                   | Saló de Gènova                  |                                                         |
| 2009 | SEAT León Ecomotive concept                              | Saló de Gènova                  |                                                         |
| 2009 | SEAT León Twin drive                                     |                                 | Presentat a Martorell                                   |
| 2009 | SEAT IBZ concept                                         | Saló de Frankfurt               |                                                         |
| 2010 | SEAT IBE concept I                                       | Saló de Gènova                  |                                                         |
| 2010 | SEAT IBE concept II                                      | Saló de Paris                   |                                                         |
| 2011 | SEAT IBX concept                                         | Saló de Gènova                  |                                                         |
| 2011 | SEAT IBL concept                                         | Saló de Frankfurt               |                                                         |
| 2011 | SEAT Altea Electric XL Ecomotive                         |                                 |                                                         |
| 2012 | SEAT Toledo concept                                      | Saló de Gènova                  |                                                         |
| 2015 | SEAT 20v20 concept                                       | Saló de Gènova                  |                                                         |
| 2019 | SEAT el-Born concept                                     | Saló de Gènova                  |                                                         |
| 2019 | SEAT Minimó concept                                      | Mobile World Congress           |                                                         |